# スパチャイ・パニチャパック
スパチャイ・パニチャパック (タイ語: ศุภชัย พานิชภักดิ์, 英語: Supphachai Phanitchaphak、1946年5月30日 -)タイの政治家、教授。2002年9月1日から2005年9月1日まで世界貿易機関(WTO)事務局長。2005年9月1日から2013年8月31日まで国際連合貿易開発会議(UNCTAD) 事務局長を務めた。
タイに於いて数少ないプロテスタント信徒である。

## 教育
客家の家庭に生まれる。スパチャイはロッテルダムにあるオランダ経済スクール(現在はエラスムス大学として知られている)で経済学、開発計画の修士号を、経済計画及び開発の博士号を取得した。1973年、初代ノーベル経済学賞受賞者のヤン・ティンバーゲン教授の指導のもとで博士論文を完成させる。同年ケンブリッジ大学へ客員研究員として留学し、開発モデルの研究を行う。

## 政界
1986年、スパチャイはタイの財務副大臣に任命されたが、1988年に議会が解散すると政治を離れ、タイ軍事銀行総裁に就任した。1992年に政界に復帰し、1995年まで副首相を務め、貿易経済を担当した。1997年11月のアジア金融危機の際に副首相に返り咲き、さらに商業相にも就任した。

## 世界貿易機関
1999年9月、世界貿易機関の事務局長が選出に至らなかった際に、マイク・ムーアともに世界貿易機関の事務局長の任期を分け合うことで選出され、6年の任期の後半を務めた。彼は2002年9月1日に就任した。
2005年3月には、WTOでの任期後に就任するとして国際連合貿易開発会議 (UNCTAD) の事務局長に任命された。2009年9月には2期目の4年の任期として再任された。UNCTADの改革と活性化に向け、改革の開始を監視する賢人会議を設置した。

## 著書
著書1974にはEducational Growth in Developing Countries (2002年、Mark Cliffordとの共著)、2001 Globalization and Trade in the New Millennium、China and WTO:Changing China, Changing World Tradeなどがあります。